# TEE Rheinpfeil
Il treno TEE Rheinpfeil, in italiano "Freccia del Reno" dal nome del fiume che costeggiava su una parte del percorso, ebbe origine da una relazione rapida di prima classe istituita nel 1954 dalla Ferrovia Federale Tedesca (DB) per collegare Monaco di Baviera con Dortmund attraverso Francoforte sul Meno.
Pur essendo una relazione interna DB, nel 1965 il Rheinpfeil entrò a far parte del raggruppamento Trans Europ Express come complemento del Rheingold, con cui era strettamente legato per lo scambio di vetture dirette.
Perse la classificazione Trans Europ Express nel 1971 divenendo un treno InterCity.

## Storia
Il nome del treno Rheinpfeil apparve per la prima volta nel 1952, quando i treni a lunga percorrenza F 9/10 Hoek van Holland - Venlo - Köln - Mainz - Mannheim - Basel e il treno F 21/22 Dortmund - Köln - Mainz - Frankfurt - Würzburg - München (-Innsbruck), che correvano accoppiati tra Köln e Mainz, venne chiamato la Rhein-Pfeil.
Nel 1953 questi due treni furono ribattezzati Rheingold.
Nel 1958 il treno F 21/22 Dortmund - Monaco ricevette nuovamente il nome Rheinpfeil, questa volta scritto in una sola parola. Nel 1962 per i treni Rheinpfeil e Rheingold furono costruite delle carrozze moderne. Oltre alle carrozze a corridoio centrale e a scompartimenti furono costruite anche nuove carrozze ristorante, in parte a due piani, e cinque carrozze panoramiche. Allo stesso tempo furono prodotte appositamente per questo treno le moderne locomotive elettriche da 160 km/h della serie E 10.12. Rheingold e Rheinpfeil furono i primi treni della Bundesbahn a poter circolare a questa velocità. Alla stazione di Duisburg avveniva lo scambio di carrozze tra i treni.
Per poter percorrere l’intera tratta con trazione elettrica, dal 1962 il Rheinpfeil transitava via Norimberga. Con l'introduzione dell'orario invernale 1971 questo percorso venne abbandonato in seguito all'elettrificazione della tratta tra Würzburg e Treuchtlingen.
Nel 1963 i treni furono dotati anche con nuove carrozze, che comprendevano anche le carrozze del tipo AD4üm-62 panoramiche.
Il 30 maggio 1965 il treno F 21/22 Rheinpfeil contemporaneamente al suo "treno gemello" Rheingold ricevette la classificazione di TEE. Questa era solo una conseguenza logica, perché questi due treni soddisfacevano gli standard TEE già dal 1963 e dal 1962 in termini di comfort e materiale dei vagoni. Con la sua velocità massima di 160 km/h era soggetto alle direttive provvisorie per la pianificazione e l'esecuzione dei viaggi ferroviari da 140 km/h a 160 km/h, in vigore dal 1962, fino all'introduzione, l'8 maggio 1967, della regolamentazione sulla costruzione e vendita del materiale ferroviario e ne richiedeva uno permesso speciale da parte del Ministro federale dei trasporti. Il TEE 21/22 Rheinpfeil ha rilevato il percorso utilizzato dal treno F 21/22 dall'estate 1962 con il percorso via Norimberga, dove avveniva l'inversione di marcia, dopo che fino all'inverno 1961/62 veniva istradato via Ansbach - Treuchtlingen sulla tratta Würzburg - Monaco.
Il treno impiegava circa 8 ore per percorrere il percorso lungo 775,1 km da Monaco a Dortmund. Nella direzione opposta impiegava circa 17 minuti in più a causa della sosta più lunga per le manovre di aggancio delle carrozze a Duisburg.
Alle 20:09 il TEE 21 Rheinpfeil giungendo da Monaco, lasciava le sue vetture WR, Av 5, Av 18 (carrozze a scompartimenti) per il Rheingold e alle 20:09 proseguiva per Dortmund con Av 3 (carrozza a scompartimenti), Ap 11 (carrozza a corridoio centrale), Av 10 (carrozza a scompartimenti), Ap 9 (carrozza a corridoio centrale), Av 8 (carrozza a scompartimenti), AD 7 (carrozza panoramica).
Il TEE 9 Rheingold giungeva tre minuti dopo sganciando le ultime tre vetture Av 7 (Milano-Hoek van Holland, da Milano a Basilea istradato con il TEE Roland) Av 8 (Chur-Basilea-Amsterdam) e Ap 17 (Ginevra-Amsterdam) e ha seguiva il TEE 21 come treno F 321 con le carrozze Ap 15 (a corridoio centrale), la carrozza ristorante, la carrozza Ad 14 (panoramica), provenienti da Ginevra e la carrocca AV 6 (a scompartimenti) proveniente da Milano e istradata fino a Basilea con il TEE Roland. Le tre carrozze lasciate del TEE 21, la carrozza ristorante e le carrozze a scompartimenti Av 5 e Av 18 venivano agganciate alle tre rimanenti carrozze del Rheingold Av 7, Av 8 e Ap 17; la carrozza ristorante e la carozza AV 5 in testa e la carrozza Av 18 in coda. Alla stazione di Utrecht in treno si sarebbe poi diviso in due sezioni: la carrozza ristorante e la carrozza Av5 provenienti da Monaco, insieme alla carrozza Av 7, proveniente da Milano, avrebbero proseguito per Hoek van Holland mentre le carrozze Av 8 (da Chur), Ap 17 (da Ginevra) e Av 18 (da Monaco) avrebbero proseguito del Amsterdam. Più complessa le manovre nella direzione opposta. I treni Rheinpfeil da Dortmund e Rheingold dai Paesi Bassi giungevano a Duisburg quasi contemporaneamente alle 9.55 e alle 9.56. L'Av 6 del Rheinpfeil diventava la carroza di testa del Rheingold e l'Av 5, e la carrozza ristorante del Rheingold andavano in testa al Rheinpfeil, anche se nei giorni feriali era presente la carrozza Av 3 (a compartimenti) Duisburg - Francoforte, che poi rimaneva a Francoforte col l'inversione di marcia del treno, mentre in coda veniva agganciata la carrozza Av 18 del Rheingold, proveniente da Amsterdam. Il TEE Rheinpfeil alle 10.15 lasciava Duisburg in direzione Monaco. La composizione del TEE 22 Rheinpfeil era costituita dalle carrozze Av 3, Av 5, WR davanti alle carrozze AD 7, Av 8, Ap 9, Av 10, Ap 11, provenienti da Dortmund e in coda la carrozza Av 18 proveniente da Amsterdam. La composizione del TEE 10 Rheingold, che lasciava Duisburg alle 10.09 in direzione Basilea era costituita dalla carrozza Av 6 (Dortmund-Milano) in testa, seguita dalle carrozze Av 7 (Hoek van Holland- Milano), Av 8 (Amsterdam-Coira) e Ap 17 (Amsterdam-Ginevra) e in coda le carrozze AD 14, WR, Ap 15 (Dortmund-Ginevra) dal TEE 22 Rheinpfel.
Nel corso degli anni con le manovre di aggancio e sganciamento nella stazione di Duisburg i tempi di percorrenza del TEE Rheinpfeil verso nord sono stati ridotti da 8 ore 7 minuti a 7 ore 45 minuti e verso sud da 8 ore 25 minuti a 8 ore 7 minuti. Tuttavia, nell'estate del 1970, la doppia antenna TEE 21 F 221 venne eliminata, per cui i tempi di viaggio sul TEE 21 aumentarono nuovamente a 8 ore e 1 minuto a causa dei tempi di manovra più lunghi e quindi adattati al TEE 22 di 8 ore 2 minuti. Un maggiore risparmio di tempo è stato ottenuto soprattutto sulla tratta Monaco - Norimberga, lunga 199 km; da 1 ora e 45 minuti nel 1965 a 1 ora e 34 minuti nell'estate del 1971, che corrispondeva ad una velocità media di 127 km/h.
Dopo essere stato rinumerato in TEE 26/27 nell'estate 1971, all'inizio dell'orario invernale il 26 settembre 1971 il TEE fu declassato a IC 106/107 Rheinpfeil, sebbene lo scambio delle carrozze di passaggio con il TEE Rheingold fu mantenuto fino a l'estate del 1973. il treno tornò a transitare lungo la linea diretta Monaco - Würzburg prolungando la sua corsa oltre Dortmund da/per Hannover e il traino delle carrozze del treno fenne affidato alle nuove locomotive elettriche del Gruppo 103 tra Hannover e Monaco via Dortmund, Colonia, Francoforte e Würzburg.
I numeri dei treni e il percorso rimasero gli stessi fino all'introduzione della nuova rete InterCity a due classi della Bundesbahn nel 1979. Successivamente il Rheinpfeil circolò come IC 108/109 tra Amburgo e Basilea via Colonia - Mainz - Mannheim.